# Museo de la carpintería y fragua
El Museo de la carpintería y fragua es un museo etnográfico situado en la localidad turolense de Blesa, el primero de España en el que se exponen conjuntamente una carpintería y una fragua. Fue inaugurado en 2004 y es gestionado por el ayuntamiento de Blesa y la Asociación Cultural "El Hocino".
El Museo de la carpintería y fragua está ubicado en el local en el que la familia Lomba abrió su carpintería en 1916, cerrada en 1980. En el local trabajaban el padre, Germán Lomba, y sus tres hijos, donde además del oficio de carpinteros, manejaban la fragua y fabricaban carros, algo poco común, ya que lo habitual era que en un pueblo hubiese un herrero o un carpintero, o que estuviesen en locales separados.
En el museo se conservan herramientas y maquinaria relacionadas con las actividades de la carpintería y la fragua y se exponen 200 piezas seleccionadas de entre sus fondos de los años 1940 y 1950. Cuenta con seis paneles que explican diferentes procesos y herramientas para estos oficios y con una audición que sirve de guía para la visita y que representa a Salvador Gisbert, vecino de la localidad.